# Liga Europeia de Hóquei em Patins de 2015–16
A Liga Europeia de 2015–16 foi a 51ª edição da Liga Europeia organizada pelo CERH.
O sorteio teve lugar no dia 6 de Setembro de 2015, na cidade do Luso . O Benfica sagrou-se campeão europeu pela segunda vez, frente à Oliveirense, na segunda final totalmente portuguesa, que foi disputada no Pavilhão Fidelidade, em Lisboa.

## Equipas da Liga Europeia 2015—16
As equipas classificadas são: 
| Equipas - Fase de Grupos | Equipas - Fase de Grupos | Equipas - Fase de Grupos | Equipas - Fase de Grupos |
| ------------------------ | ------------------------ | ------------------------ | ------------------------ |
| FC Barcelona             | SL Benfica               | HC Forte dei Marmi       | HC Quévert               |
| Liceo da Coruña          | FC Porto                 | CGC Viareggio            | SA Mérignac              |
| CP Vic                   | UD Oliveirense           | Hockey Breganze          | ERG Iserlohn             |
| CE Vendrell              | AD Valongo               | Hockey Bassano           | RHC Basel                |

## Fase de Grupos

### Grupo A
| Time             | J | V | E | D | GP | GC | SG  | Pts |
| ---------------- | - | - | - | - | -- | -- | --- | --- |
| FC Porto (A)     | 6 | 6 | 0 | 0 | 46 | 8  | +38 | 18  |
| Barcelona (A)    | 6 | 4 | 0 | 2 | 34 | 12 | +22 | 12  |
| ASD Breganze (E) | 6 | 1 | 1 | 4 | 24 | 34 | −10 | 4   |
| ERG Iserlohn (E) | 6 | 0 | 1 | 5 | 13 | 63 | −50 | 1   |

|              | BAR  | FCP | BRE  | ISE  |
| ------------ | ---- | --- | ---- | ---- |
| Barcelona    | —    | 1–2 | 5–2  | 7–2  |
| FC Porto     | 1–0  | —   | 13–4 | 21–1 |
| ASD Breganze | 4–6  | 1–2 | —    | 7–2  |
| ERG Iserlohn | 1–15 | 1–7 | 6–6  | —    |

### Grupo B
| Time            | J | V | E | D | GP | GC | SG  | Pts |
| --------------- | - | - | - | - | -- | -- | --- | --- |
| SL Benfica (A)  | 6 | 5 | 0 | 1 | 41 | 18 | +23 | 15  |
| CP Vic (A)      | 6 | 5 | 0 | 1 | 36 | 17 | +19 | 15  |
| ASD Bassano (E) | 6 | 1 | 0 | 5 | 24 | 43 | −19 | 3   |
| SA Merignac (E) | 6 | 1 | 0 | 5 | 13 | 36 | −23 | 3   |

|             | BEN | BAS | VIC | MER |
| ----------- | --- | --- | --- | --- |
| SL Benfica  | —   | 9–6 | 5-1 | 8–0 |
| ASD Bassano | 2–8 | —   | 5–8 | 7-5 |
| CP Vic      | 7-6 | 8–0 | —   | 9–0 |
| SA Merignac | 2–5 | 5–4 | 1–3 | —   |

### Grupo C
| Time                  | J | V | E | D | GP | GC | SG  | Pts |
| --------------------- | - | - | - | - | -- | -- | --- | --- |
| HC Forte di Marmi (A) | 6 | 4 | 2 | 0 | 39 | 24 | +15 | 14  |
| CE Vendrell (A)       | 6 | 3 | 1 | 2 | 27 | 24 | +3  | 10  |
| AD Valongo (E)        | 6 | 2 | 1 | 3 | 26 | 27 | −1  | 7   |
| HC Quévert (E)        | 6 | 1 | 0 | 5 | 16 | 33 | −17 | 3   |

|                   | FOR | VAL | VEN | QUE |
| ----------------- | --- | --- | --- | --- |
| HC Forte di Marmi | —   | 8–7 | 6–2 | 9–1 |
| AD Valongo        | 5–5 | —   | 5–3 | 5–1 |
| CE Vendrell       | 6–6 | 5–1 | —   | 8–1 |
| HC Quévert        | 3–5 | 5–3 | 2–3 | —   |

### Grupo D
| Time               | J | V | E | D | GP | GC | SG  | Pts |
| ------------------ | - | - | - | - | -- | -- | --- | --- |
| HC Liceo (A)       | 6 | 5 | 0 | 1 | 37 | 15 | +22 | 15  |
| UD Oliveirense (A) | 6 | 5 | 0 | 1 | 35 | 22 | +13 | 15  |
| CGC Viareggio (E)  | 6 | 2 | 0 | 4 | 26 | 32 | −6  | 6   |
| RHC Basel (E)      | 6 | 0 | 0 | 6 | 19 | 48 | −29 | 0   |

|                | LIC | OLI | VIA | BAS  |
| -------------- | --- | --- | --- | ---- |
| HC Liceo       | —   | 5–3 | 7–2 | 13–1 |
| UD Oliveirense | 4–2 | —   | 5–3 | 10-5 |
| CGC Viareggio  | 2–5 | 5–7 | —   | 8–4  |
| RHC Basel      | 3–5 | 2–6 | 4–6 | —    |

## Quartos de final
A 1ª mão foi disputada a 5 e 6 de Março e a 2ª mão a 2 de Abril de 2016. 
| Equipe 1       | Total | Equipe 2        | 1.º jogo | 2.º jogo |
| -------------- | ----- | --------------- | -------- | -------- |
| UD Oliveirense | 8–6   | FC Porto        | 4–3      | 4–3      |
| CE Vendrell    | 8–10  | SL Benfica      | 3–5      | 5–5      |
| CP Vic         | 7–8   | Forte dei Marmi | 2–1      | 5–7      |
| Barcelona      | 8–2   | HC Liceo        | 6–0      | 2–2      |

### Final four
A final four tournament terá lugar a 14 e de 15 Maio de 2016, no Pavilhão Fidelidade, casa do SL Benfica.
|  | Meias finais    | Meias finais |   |  | Final        | Final |  |
|  |                 |              |   |  |              |       |  |
|  | 14 maio 2016    |              |   |  |              |       |  |
|  | SL Benfica      | 1 (2)        |   |  |              |       |  |
|  | Barcelona       | 1 (1)        |   |  |              |       |  |
|  |                 |              |   |  |              |       |  |
|  |                 |              |   |  | 15 maio 2016 |       |  |
|  |                 |              |   |  | SL Benfica   | 5     |  |
|  |                 | Oliveirense  | 3 |  |              |       |  |
|  |                 |              |   |  |              |       |  |
|  |                 |              |   |  |              |       |  |
|  |                 |              |   |  |              |       |  |
|  | 14 maio 2016    |              |   |  |              |       |  |
|  | Oliveirense     | 3            |   |  |              |       |  |
|  | Forte dei Marmi | 2            |   |  |              |       |  |

#### Semi-finals
| 14 maio 2016 | SL Benfica         | 1–1 | Barcelona             | Pavilhão Fidelidade                                                 |
| 15:00        | 1-1 Marc Torra 47' |     | 0-1 Pablo Alvarez 34' | Árbitro: Alessandro Da Prato (Itália) e Alessandro Eccelsi (Itália) |

|                                                                |     | Penalidades                                                                 |  |
| João Rodrigues 2-1 Jordi Adroher 3-1 Marc Torra Carlos Nicolia | 2-1 | Xavier Barroso Matias Pascual Xavier Costa 3-2 Sergi Panadero Lucas Ordoñez |  |

| 14 maio 2016 | Oliveirense                                                                       | 3–2 | Forte dei Marmi                       | Pavilhão Fidelidade                                            |
| 18:30        | 1-0 Ricardo Barreiros 12' · 2-1 Ricardo Barreiros 20' · 3-2 Ricardo Barreiros 42' |     | 1-1 Pedro Gil 16' · 2-2 Pedro Gil 26' | Árbitro: Oscar Valverde (Espanha) e Francisco Garcia (Espanha) |

#### Final
| 15 maio 2016 | SL Benfica | 5 – 3 | Oliveirense                                                               | Pavilhão Fidelidade                                      |
| 14:00        | 0-1 Diogo Rafael 14' · 1-2 Diogo Rafael 17' · 3-3 Jordi Adroher 33' · 3-4 Carlos Nicolia 38' · 3-5 Jordi Adroher 46' |       | 1-1 João Souto 16' · 2-2 Ricardo "Caio" Oliveira 18' · 3-2 João Souto 19' | Árbitro: Arnaud Esoli (França) e Xavier Bleuzen (França) |